# 恒吉梨絵
恒吉 梨絵（つねよし りえ、1989年11月28日 - ）は、日本の女優。
千葉県出身。ボックスコーポレーション所属。

## 人物・略歴
- 趣味は音楽・映画鑑賞、読書など。特にロックを好み、Dir en greyのライブ観覧を自身のブログで報告している[2]。
- 特技は空手、ギター。
- 愛称は、ツネキチ・おツネさん・りえ・りえちゃんなど。[3] 尚、“ツネキチ”はブログの中で、自身を指す一人称としても使用している。

## 出演

### テレビドラマ
- 中居正広の金曜日のスマたちへ 波瀾万丈 家田荘子（2007年1月、TBS） - 本人 役
- 世にも奇妙な物語  '07春の特別編 雰差値教育  （2007年3月26日、フジテレビ） - 女子生徒 役
- 黄金の舌 死ぬかと思った Case3 箱男（2007年4月22日、日本テレビ） - チエ 役
- 浅見伝説三部作 第一弾「耳なし芳一からの手紙」（2008年1月11日、フジテレビ）
- 三十万人からの奇跡〜二度目のハッピーバースディ〜（2008年3月26日、テレビ東京） - 由美（成人）役
- ナンバー2 （2008年4月4日、TBS） - 島倉千代子（10代）役
- 炎神戦隊ゴーオンジャー GP-28（2008年8月31日、テレビ朝日） - ハルコ 役
- ブラッディ・マンデイ（2008年10月 - 12月、TBS） - 有村望 役
- あぁセイシュンの原研同好会〜原子力発電のしくみと構造〜（2008年、スカパー!） - 愛夢 役
- 第8回テレビ朝日21世紀新人シナリオ大賞 ゴーストタウンの花（2009年3月21日、テレビ朝日）
- NEXT恋作する女（2009年、KTV(関西ローカル)、計3話出演） - 主演 三浦りえ 役
- とめはねっ! 鈴里高校書道部（2010年、NHK） - 林 修子役
- ケータイ発ドラマ 激♥恋…運命のラブストーリー…（2010年4月9日 - 、NHK）
- プロポーズ兄弟〜生まれ順別 男が結婚する方法〜 第2夜「間っ子が結婚する方法」（2011年2月22日、フジテレビ） - 公園で振った女性 役
- 下流の宴 第7話（2011年7月12日、NHK） - アナウンサー役
- ブルドクター 第7話（2011年8月17日、日本テレビ） - 原西優 役
- そこをなんとか 第6話（2012年11月25日、NHK BSプレミアム） - 若槻有奈 役
- ガリレオ 第2シーズン 第五章「念波る」（2013年5月13日、フジテレビ） - 和田美智子 役
- 遺留捜査スペシャル（2013年11月10日、テレビ朝日） - 中野絵美 役
- BORDER 警視庁捜査一課殺人犯捜査第4係 第6話（2014年5月15日、テレビ朝日） - 大木彩香 役
- 孤独のグルメ Season4 第12話（2014年9月24日、テレビ東京） - 女性店員1 役
- 紅白が生まれた日（2015年3月21日、NHK）[4] - 松原操 役
- 月曜ゴールデン・十津川警部シリーズ54「サンライズ出雲の女」（2015年4月13日、TBS）- 酒井久仁（横内正）法律事務所の受付女性 役
- 仮面ライダーゴースト 第17話（2016年2月7日、テレビ朝日） - 日野美和子 役
- 鼠、江戸を疾る2 第1話（2016年4月14日、NHK）
- 刑事7人 第2シリーズ 第1話（2016年7月13日、テレビ朝日） - 筧里緒奈 役
- とげ 小市民 倉永晴之の逆襲 第1話（2016年10月8日、フジテレビ） - 小浜繭子 役

### 映画
- 着信アリFinal (2006年、麻生学監督、角川映画） - 高梨奈津子 役
- ブラブラバンバン(2008年、草野陽花監督、(株)トルネードフィルム） - 佐々木麻衣 役
- お笑いワイドショー マルコポロリ!（2009年9月27日、KTV）
- 上京物語 A Farewell to A Missing Cat（2009年） - 珠恵 役
- ごくつま刑事（2010年10月公開、エクセレントフィルムパートナーズ） - 曽山圭子 役
- 富夫（2011年8月公開）
- 僕の名前はルシアン（2023年9月29日公開予定、Tokyomuse films合同会社） - 山口優里 役[5]

### CM
- 株式会社インテリジェンス 情報誌an（2007年）
- ソフト99コーポレーション「メガネのシャンプー」 天使の歌声篇（2008年）
- ソニー・コンピュータエンタテインメント PlayStation Portableソフト「みんなのテニス ポータブル」『熱狂ダブルス篇』 （2010年）
- セントラル短資 セントラル短資FX（2010年 - ）
- コカ・コーラ「ジョージア」（2018年2月 - ）

### ネットドラマ
- 美人坂（2010年8月6日、JNC） - ゲスト出演

### PV
- Peach Jam「手紙」

### 雑誌
- フライデー (雑誌) (2009年2月6日、講談社）
- KERA（7月16日、インデックスコミュニケーションズ）
- memew（5月27日、近代映画社）

### 舞台
- トライフルエンターテインメント「コカンセツ!〜再演〜」（2011年9月21日-25日、天王洲銀河劇場）

### オリジナルビデオ
- BAD女(ガール)（2012年2月17日、オールインエンタテインメント）

### テレビアニメ
- 大人女子のアニメタイム 「人生ベストテン 角田光代」（2013年3月17日、NHK BSプレミアム）

### その他
- トレンド☆サプリ（日本テレビ） - ナレーション

## デジタル写真+ムービー作品集
- 「ツネキチ」恒吉梨絵（2011年4月14日、ファンプラス・GザテレビジョンPLUS配信、撮影：細居幸次郎）